# Ali Mahmoud Othman
Ali Othman (en arabe : علي محمود عثمان), né en 1978, est un journaliste citoyen syrien et militant de Homs. Il est surnommé les « Yeux de Baba Amr » et « Jed » ou « Jeddo » (grand-père). Il est responsable du centre de presse de Baba Amr où les journalistes Rémi Ochlik et Marie Colvin sont tués dans une attaque du régime syrien. Il aide Édith Bouvier, William Daniels et Paul Conroy à s'enfuir après cette attaque. Emprisonné par le régime syrien en mars 2012, il est porté disparu jusqu'en 2019, date à laquelle sa famille apprend sa mort en détention en 2013.

## Bureau de presse de Baba Amr
Othman est à l'origine  vendeur de légumes, mais il se tourne vers le journalisme-citoyen lors du soulèvement syrien. Il devient le responsable d'un centre des médias de Homs, Baba Amro News, qui fournit des images et des informations aux chaînes de télévision par satellite, aux médias étrangers dont Al Jazeera, Al Arabiya, CNN, BBC, Sky News et TRT, et aux journalistes étrangers travaillant en Syrie, pour qui il est parfois fixeur.
Il prend de l'importance lorsqu'il couvre le bombardement de Homs. Le centre se situe dans un emplacement privilégié car il a accès à Internet et un générateur pour lui fournir de l'électricité. On prétend que les images d'Othman sont les premières à être mises à disposition,.
Paul Conroy a déclaré qu'Othman « était l'un des militants qui vient de faire bouger les choses au centre des médias. Il emmènerait des journalistes sur la ligne de front ou dans des hôpitaux de campagne, ou n'importe où d'où ils pourraient obtenir une bonne prise de vue ».

## Bombardement
Le bureau de Baba Amro News est bombardé deux fois, Othman est présent à chaque fois. Il filme le premier bombardement et aide à transporter les blessés en lieu sûr,,.
Lors du deuxième pilonnage, plus de dix roquettes frappent le bureau. Les journalistes étrangers Marie Colvin et Rémi Ochlik sont tués alors qu'ils tentent de s'échapper,. Othman joue un rôle déterminant dans l'évacuation des trois autres journalistes étrangers blessés dans l'attaque, dont Paul Conroy et Édith Bouvier, grièvement blessés, et William Daniels.
Un journaliste de Libération déclare que l'armée syrienne est pleinement consciente que le centre des médias diffusait des preuves de crimes contre l'humanité et qu'elle prévoyait délibérément de bombarder le bureau. Cela signifierait qu'il n'y aurait « plus d'informations provenant de Homs ».
Othman refuse de quitter la ville lui-même après que l'armée syrienne en reprend le contrôle.

## Arrestation
Ali Othman est arrêté à Alep par les services de renseignements du gouvernement le 28 mars 2012,, après avoir été attiré à un certain endroit par un SMS visant à le piéger, aux côtés de Noura al-Jizawi, une autre militante arrêtée également,. Le 25 avril 2012, Addounia TV diffuse une interview-fleuve de lui qui est en réalité constituée d' « aveux » forcés, probablement sous la menace ou la torture, « confession » qui constitue, pour Sofia Amara, une « autoflagellation en règle » durant laquelle il s'accuse et renie son travail d'information, soutient que les manifestations n'ont jamais été pacifiques... le tout « après être passé entre les mains de ses bourreaux » et avant d'être « renvoyé dans sa geôle »,,. Des ONG s'inquiètent qu'il soit torturé. On ne sait pas où il est détenu, mais on soupçonne qu'il soit d'abord emprisonné à Alep, puis dans différentes prisons, dont celle de Saidnaya,.
Les journalistes européens qui l'ont rencontré et dont il a, pour certains, sauvés la vie, évoquent son arrestation. Sofia Amara, prévenue par les activistes média, collègues d'Ali, qui avait été son fixeur en 2011, prévient ses collègues à Paris. Ils alertent ensuite Reporters sans frontières, le Quai d'Orsay, tandis que leurs collègues anglo-saxons font de même. L'arrestation d'Ali Othman a donc un certain retentissement médiatique dans plusieurs pays occidentaux, ce qui, pour le régime de Damas, est considéré comme une « preuve » que Jed détiendrait des secrets. Pour les journalistes au contraire, l'espoir consiste à compiler et envoyer cette revue de presse aux militants de Homs afin de la « faire circuler, dans l'espoir qu'elle parvienne à Damas et dissuade le régime de liquider Jed ».
Amnesty International, Reporters sans frontières, Randa Habib, John McCain et William Hague demandent sa libération.

## Décès
En 2019, sa famille apprend qu'il est décédé en détention le 30 décembre 2013. Sa famille cherche à obtenir la confirmation officielle de sa mort et le retour de son corps. Les raisons officielles de son décès sont des causes naturelles, comme tous les décès survenus en prison, mais des témoignages affirment qu'il a été victime de tortures sévères dans différentes prisons,.